# Bătălia de la Elixheim
Bătălia de la Elixheim cunoscută și cu numele de ruperea liniilor în Brabant a fost o bătălie a Războiului Succesiunii Spaniole. Ducele de Marlborough străpunge cu succes liniile franceze din Brabant, un set de sisteme de apărare în formă de arc ce se întindeau pe o arie de aproximativ 115 kilometri, de la Anvers la Namur. Cu toate că s-a aflat în imposibilitatea de a duce o bătălie decisivă, distrugerea acestor linii s-a dovedit crucială pentru aliați în Bătălia de la Ramillies care a avut loc un an mai târziu.

## Preludiul
De la începutul campaniei militare, Marlborough a încercat să invadeze Franța prin valea râului Mosela. Acest avans a fost oprit de o penurie de produse alimentare în rândurile armatei anglo-olandeze, precum și de o excelentă poziție defensivă a armatei franceze în fața Sierck-les-Bain. Astfel Marlborough și armata sa au fost rechemați de către guvernatorul Provinciilor Unite atunci când mareșalul Villeroi a atacat și a cucerit cetatea Huy, și prin urmare amenința în mod direct orașul Liège. După ce s-a grăbit să se întoarcă în Țările de Jos l-a forțat pe Villeroi să se retragă în spatele liniilor sale de apărare, a recucerit Huy, după care a planificat să străpungă liniile franceze pentru a-l provoca pe Villeroi să lupte.

## Descoperirea liniilor franceze
În seara zilei de 17 iulie 1705 Marlborough a trimis trupele olandeze sub comanda mareșalului Ouwerkerk spre sud, în direcția orașului Namur, atrăgându-l pe mareșalul Villeroi cu cei 40000 de soldați ai săi. În timpul nopții Marlborough a profitat pentru a se îndrepta spre nord doar cu trupele engleze și scoțiene. A sosit în micul sat Elixheim la ora 4 dimineața și a traversat liniile inamice prin trei puncte: Orsmael, Wangé și Elixheim, luându-i prin surprindere pe francezi și fără să întâmpine aproape nici o rezistență. Cavaleria aliată a format apoi o linie între liniile de Brabant pe care tocmai le trecuseră și Tienen. Francezii au reacționat destul de lent; generalul d'Alegre nu fusese prompt informat de trecerea aliaților. A doua zi de dimineață în timp ce oamenii lui Ouwerkerk se întorceau spre nord pentru a se reuni cu Marlborough, un detașament francez a atacat mica armată a aliaților stabilită la vestul liniilor. După o scurtă dar intensă luptă de cavalerie în care Marlborough a fost implicat personal, francezii au fost respinși, iar Villeroi a fost nevoit să se retragă cu armata sa spre vest, în spatele râului Dyle.

## Consecințe
Fiind pus în imposibilitatea de a-i urmării pe francezi - oamenii săi fiind epuizați după marșul din timpul nopții și lupta intensă la care participaseră - Marlborough spera totuși că-l va obliga din nou pe Villeroi să lupte. Cu toate acestea în luna care a urmat nu a văzut decât manevre sterile la vestul liniilor unde se desfășurase bătălia. Într-un efort final, la începutul lunii august, folosind care pentru a transporta proviziile și pentru a crește mobilitatea și a reduce dependența față de liniile sale de comunicare și aprovizionare, Marlborough a reușit într-un final să întâlnească armata lui Villeroi lângă satul Waterloo, în Belgia, dar bătălia nu a avut loc din cauza veto-ului impus de către deputații Provinciilor Unite, în mod particular de generalul Slangenburg. Marlborough a fost nevoit să se mulțumească cu capturarea cetății Zoutleeuw și cu demontarea liniilor Brabantului dintre acest oraș și  Meuse

## Legături externe
- en Ruperea liniilor în Brabant Arhivat în 15 ianuarie 2015, la Wayback Machine.